# ملبورن فيليج
ملبورن فيليج (بالإنجليزية: Melbourne Village)‏ هي مدينة أمريكية تقع في ولاية فلوريدا. تبلغ مساحة هذه المدينة 1.5 (كم²)،ويبلغ عدد سكانها 662 نسمة حسب إحصاء سنة 2010 م 662.تشير إحصاءات سنة 2000م بأن الكثافة السكانية في هذه المدينة تقدر بـ(auto) نسمة/كم2 